# Boissy-Saint-Léger
Boissy-Saint-Léger település Franciaországban, Val-de-Marne megyében. Lakosainak száma 17 335 fő (2022. január 1.). Boissy-Saint-Léger Sucy-en-Brie, Bonneuil-sur-Marne, Limeil-Brévannes, Marolles-en-Brie és Villecresnes községekkel határos.

## Népesség
A település népességének változása:
| Lakosok száma | 16 399 | 15 922 | 15 961 | 16 345 | 16 487 | 16 977 | 17 286 | 17 570 | 17 335 |
|               | 2013   | 2015   | 2016   | 2017   | 2018   | 2019   | 2020   | 2021   | 2022   |

## Látnivalók
A településtől 2,5 km-re délre, az N19-es / E54-es út mentén található a Grosbois-i kastély.